# Przysieka (Lubusz)
Pour les articles homonymes, voir Przysieka.
Przysieka (prononciation : [pʂɨˈɕeka]) est un village polonais de la gmina de Zwierzyn dans le powiat de Strzelce-Drezdenko de la voïvodie de Lubusz dans l'ouest de la Pologne.
Il se situe à environ 9 kilomètres au sud de Strzelce Krajeńskie (siège du powiat) et 21 kilomètres à l'est de Gorzów Wielkopolski (capitale de la voïvodie).
Le village comptait approximativement une population de 240 habitants en 2004.

## Histoire
Après la Seconde Guerre mondiale, avec la mise en œuvre de la ligne Oder-Neisse, le village est intégré à la République populaire de Pologne. La population d'origine allemande est expulsée et remplacée par des polonais.
De 1975 à 1998, le village appartenait administrativement à la voïvodie de Gorzów.

Depuis 1999, il appartient administrativement à la voïvodie de Lubusz